# Filme de amigos

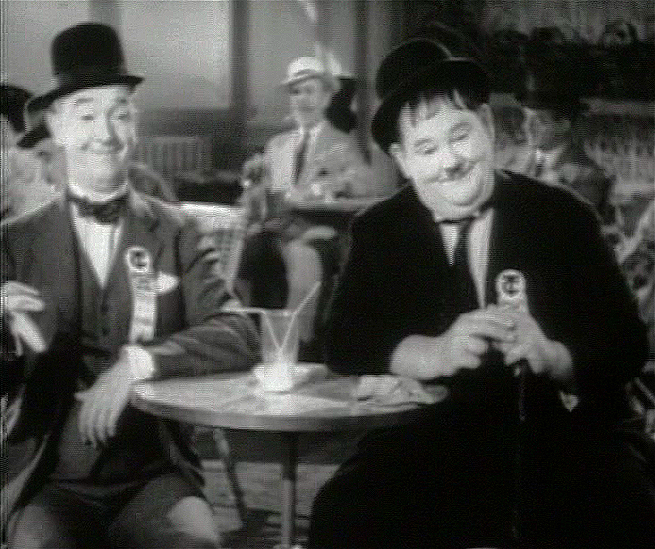
O Gordo e o Magro no filme The Flying Deuces (1939). Laurel e Hardy formaram uma das primeiros duplas, aparecendo em filmes de amigos a partir da década de 30 em diante.

Filme de amigos (em inglês:  buddy movie) é um gênero cinematográfico em que duas pessoas - geralmente homens - são reúnem em uma aventura, uma missão ou uma viagem. Os dois, geralmente, têm personalidades diferentes, o que cria uma dinâmica diferentedo par de duas pessoas do sexo oposto na tela. O contraste às vezes é acentuado por uma diferença étnica entre os dois. Os filmes de amigos é comum no cinema americano; ao contrário de outros gêneros de filmes, ele se iniciou no século XX, com diferentes duplas e temas diferentes.

## Relação entre personagens masculinos
Um filme de amigos retrata o emparelhamento de duas pessoas, geralmente do mesmo sexo, historicamente homens. Uma amizade entre as duas pessoas é o principal foco em um filme do gênero. As duas pessoas geralmente vêm de origens diferentes ou têm personalidades diferentes e tendem a se entender mal. Através dos eventos do filme, eles ganham uma amizade mais forte e respeito mútuo. Os filmes de amigos costumam lidar com crises de masculinidade, especialmente relacionadas a classe, raça e gênero.

## Relação entre personagens femininos
Um filme de camarada é semelhante a um filme de camarada, exceto que os personagens principais são do sexo feminino e estão centrados na situação deles. O elenco pode ser principalmente feminino, dependendo do enredo. "O filme de camaradas é uma tendência recente no cinema convencional. No entanto, Thelma e Louise no início dos anos 90 tiveram um impacto popular semelhante a Butch Cassidy e ao Sundance Kid, abrindo caminho para amizades femininas na tela, como as de Waiting to Exhale e Fried Green Tomatoes.

## Gêneros híbridos
Os filmes de amigos costumam ser hibridizados com outros gêneros de filmes, como filmes de estrada, filmes de faroeste, comédias e filmes de ação policiais. As "ameaças à masculinidade" do relacionamento homem-homem dependem do gênero: mulheres em comédias, leis em filmes sobre amigos fora da lei e criminosos em filmes de ação sobre amigos policiais.	

## Filmografia selecionada
- The Flying Deuces (1939)
- The Blues Brothers (1980)
- Trading Places (1983)
- Planes, Trains & Automobiles (1987)
- Twins (1988)
- Bill & Ted's Excellent Adventure (1989)
- Wayne's World (1992)
- Dumb and Dumber (1994)
- Mallrats (1995)
- Friday (1995)
- Men In Black (1997)
- Dude, Where's My Car? (2000)
- Harold & Kumar Go to White Castle (2004)
- Wedding Crashers (2005)
- Hop (2011)

### Ação
- 48 Hrs. (1982)[1]
- Beverly Hills Cop (1984)[2][3]
- Running Scared (1986)[4]
- Lethal Weapon (1987)[1]
- Stakeout (1987)
- Shoot to Kill (1988)[5]
- Midnight Run (1988)[6]
- Dead Heat (1988)[7]
- Red Heat (1988)
- Tango & Cash (1989)[8]
- K-9 (1989)
- Turner & Hooch (1989)
- Men at Work (1990)
- The Rookie (1990)
- Showdown in Little Tokyo (1991)
- The Hard Way (1991)
- The Last Boy Scout (1991)
- Point Break (1991)
- Stop! Or My Mom Will Shoot (1992)
- Loaded Weapon 1 (1993)
- Se7en (1995)[1]
- Die Hard With a Vengeance (1995)
- Judge Dredd (1995)
- Money Train (1995)
- Bad Boys (1995)[4]
- Top Dog (1995)[7]
- Money Talks (1997)
- Rush Hour (1998)[9]
- Blue Streak (1999)
- Shanghai Noon (2000)
- The 51st State (2001)
- Showtime (2002)
- National Security (2003)
- Starsky & Hutch (2004)
- Hot Fuzz (2007)
- Pineapple Express (2008)
- Sherlock Holmes (2009)[8]
- Cop Out (2010)
- The Other Guys (2010)[4]
- 21 Jump Street (2012)[3]
- 2 Guns (2013)
- Ride Along (2014)
- The Nice Guys (2016)
- Central Intelligence (2016)
- The Do-Over (2016)
- The Hitman's Bodyguard (2017)
- CHiPs (2017)

### Animações
- The Land Before Time (1988)
- Tom and Jerry: The Movie (1992)
- The Pebble and the Penguin (1995)
- Toy Story (1995)[10]
- The Road to El Dorado (2000)
- The Emperor's New Groove (2000)
- Shrek (2001)[11]
- Monsters, Inc. (2001)[12]
- Ice Age (2002)
- Brother Bear (2003)
- Valiant (2005)
- Up (2009)
- Home (2015)
- The Secret Life of Pets (2016)
- Trolls (2016)
- The Boss Baby (2017)